# Keno City
Keno City è una località del Canada, situata nello Yukon.